# Colomboniscus regressus
Colomboniscus regressus is een pissebed uit de familie Scleropactidae. De wetenschappelijke naam van de soort is voor het eerst geldig gepubliceerd in 1972 door Vandel.